# Alnus hirsuta
Alnus hirsuta — вид квіткових рослин з родини березових. Поширення: Східний Сибір, Північно-Східний Китай, Корея, Японія.

## Біоморфологічна характеристика
Це дерево заввишки до 30 метрів. Кора сіро-коричнева, гладка. Гілочки темно-сірі, кутасті, в молодості густо-сіро запушені, голі. Ніжка листка 1.5–5.5 см, густо запушена. Листкова пластинка майже округла, рідко широкояйцеподібна, 4–9 × 2.5–9 см, знизу світло-зелена або сизувата, густо- або рідко коричнева шипоподібна, рідко майже гола, іноді бородчаста в пазухах бічних жилок, зверху темно-зелена, рідко ворсинчаста, основа округла або широко клинувата, рідко клинувата або трохи серцеподібна, край хвилясто-пилчастий, верхівка округла, рідко гостра; бічні жилки 5–10 з кожного боку від середньої жилки. Жіночі суцвіття по 2–8 у китиці, майже кулясті або довгасті, 1–2 см. Горішок широкояйцеподібний, ≈ 3 мм, з папероподібними крильцями ≈ 1/4 ширини горішка. Цвітіння: травень — липень, плодіння: липень і серпень.

## Середовище
Це швидкорослий вид, який є піонером водно-болотних угідь. Він зустрічається на нижніх та середніх гірських схилах, а також у лісах помірного поясу вздовж берегів струмків та в річкових долинах.

## Використання
Деревина тверда та щільна, її використовують для виготовлення сільськогосподарських знарядь праці та меблів.